# Buněčná linie Caco-2
Caco-2 buněčná linie je lidská imortalizovaná buněčná linie získaná z lidského adenokarcinomu tlustého střeva v roce 1974. Současně představuje významný in vitro model epitelu tenkého střeva, neboť je schopna se diferenciovat do buněk podobných lidským enterocytům.

## Charakteristika a vlastnosti

téměř konfluentní monovrstva Caco-2

Caco-2 linie je tzv. adherentní buněčná linie, která tvoří kompaktní monovrstvu na povrchu kultivační nádoby. Soudržnost vrstvy je umožněna díky přítomnosti těsných spojů mezi buňkami. Po diferenciaci jsou Caco-2 buňky strukturně polarizované, produkují významné enzymy a transportní proteiny, které jsou typické pro lidské enterocyty. Na apikální straně buňky jsou po diferenciaci pozorovány struktury tvořené mikroklky, které připomínají kartáčový lem enterocytů.  Caco-2 buňky produkují důležité hydrolytické enzymy: sacharasu-isomaltasu (EC 3.2.1.48), aminopeptidasu N (EC 3.4.11.2), dipeptidylpeptidasu-IV (EC 3.4.14.5), alkalickou fosfatasu (EC 3.1.3.1) a laktasu (EC 3.2.1.108). Zároveň se jak na apikální, tak na basolaterální membráně nacházejí významné transportní proteiny, například pro peptidy nebo monokarboxylové kyseliny.

### Průběh diferenciace buněk
Před diferenciací a v raných fázích diferenciace mají buňky převážně fenotyp původní tkáně – adenokarcinomu tlustého střeva. Produkují například tkáňově nespecifickou izoformu alkalické fosfatasy (EC 3.1.3.1), která je více typická pro tlusté střevo, a zároveň byla zjištěna vyšší koncentrace některých tumorových proteinů. Sacharasa-isomaltasa, označovaná jako marker diferenciace, není v rané fázi syntetizována. Se zvyšující se strukturní komplexitou a vyšší diferenciací buněk dochází k expresi fenotypu podobnějšího lidským enterocytům. Nespecifická izoforma alkalické fosfatasy (EC 3.1.3.1) je nahrazena intestinální izoformou, tumorové proteiny přestávají být produkovány, a naopak se zvyšuje aktivita hydrolytických enzymů a mění se morfologie buněk.

### Odlišnosti oproti lidským enterocytům
Caco-2 buňka vykazující fenotyp podobný lidským enterocytům může projevovat mnohé vlastnosti původní tkáně. Některé produkované enzymy mají odlišnou kvartérní strukturu. Například aminopeptidasa N (EC 3.4.11.2) nebo dipeptidylpeptidasa-IV (EC 3.4.14.5) jsou v tenkém střevě přítomny jako dimer, zatímco u Caco-2 jako monomer. Rovněž bylo pozorováno větší množství vnitrobuněčných lipidových kapének, které jsou charakteristické právě pro karcinom tlustého střeva.

### Problematika variability vlastností
Proces diferenciace není pravděpodobně řízen centrálně a každá buňka podléhá své vlastní autoregulaci vyplavováním růstových faktorů. V rámci jedné monovrstvy je pak možné pozorovat buňky v různých stupních diferenciace, které se od sebe odlišují například v produkci enzymů nebo v organizovanosti mikroklků. Tento jev vede k relativně vysoké variabilitě a případné selekci subpopulací, nejčastěji rychleji rostoucích. Postupem času se tak může vyselektovat kultura s vlastnostmi odlišujícími se od původní buněčné linie. Následkem může být zkreslení eventuálně získaných výsledků a horší porovnání mezi podobnými pracemi. 

## Podmínky kultivace
Caco-2 buněčná linie je nejčastěji kultivována v tekutém DMEM médiu (z aj. Dulbecco's modified Eagle's medium) obsahujícím glukosu, esenciální aminokyseliny a vitamíny. Zároveň se médium obohacuje o fetální hovězí sérum, glutamin a případně o další neesenciální aminokyseliny. Většinou se do média přidává kombinace antibiotik penicilin/streptomycin, aby se zabránilo nechtěné bakteriální kontaminaci. Buněčná kultura je uchovávána v inkubátoru se stálou teplotou 37 °C ve stabilní atmosféře obsahující 5 % CO2.
Pro udržení linie je vhodné buněčnou kulturu pasážovat při 70–80% porostu povrchu kultivační nádoby. Doba zdvojení se pohybuje kolem 70–80 hodin . Diferenciace buněk nastává spontánně, po dosažení 100% porostu povrchu nádoby, a probíhá cca 18–21 dní, kdy je potřeba jednou za 2–3 dny vyměnit médium za čerstvé.

## Využití a praktické aplikace

### Výhody
- relativně jednoduchý a levný model epitelu tenkého střeva (oproti organoidům, primární buněčné kultuře)[12]
- důležité vlastnosti charakteristické pro lidské enterocyty[4]

### Nevýhody
- méně fyziologicky relevantní - epitel tenkého střeva je tvořen několika typy buněk (lepší kokultivace s dalšími buněčnými liniemi např. HT-29)[12]
- možná variabilita získaných výsledků - horší interpretace a porovnání výsledků [8]

### Využití[2]
- screening absorpce a transportu léčiv přes epitel tenkého střeva
- toxikologické studie
- studium vstřebatelnosti živin tenkým střevem
- sledování schopnosti adheze probiotických bakterií na epitel tenkého střeva
- studium interakce patogenů s epitelem tenkého střeva